# Quatre gendarmes

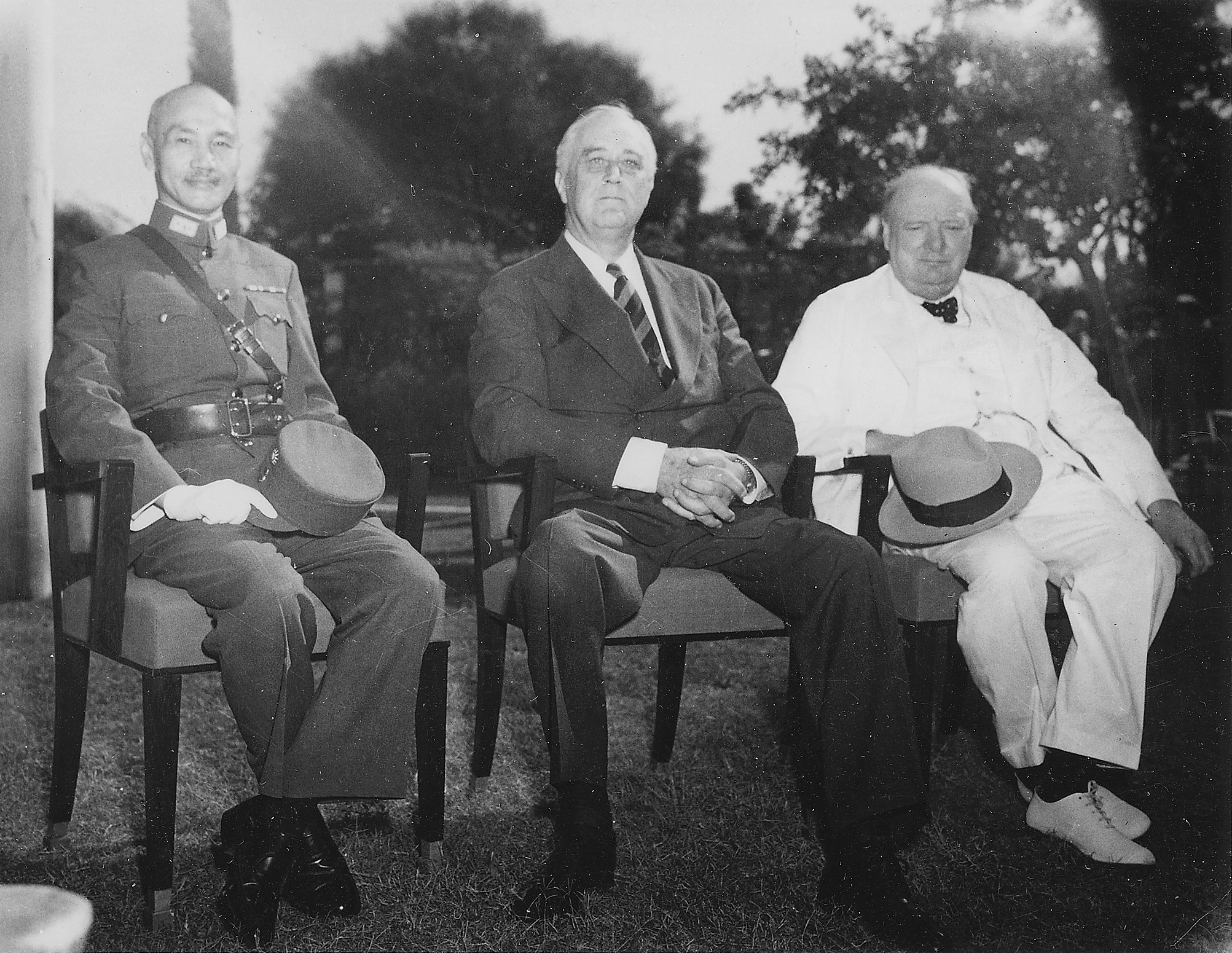
Tchang Kaï-chek, Franklin D. Roosevelt, et Winston Churchill à la conférence du Caire, le 25 novembre 1943.

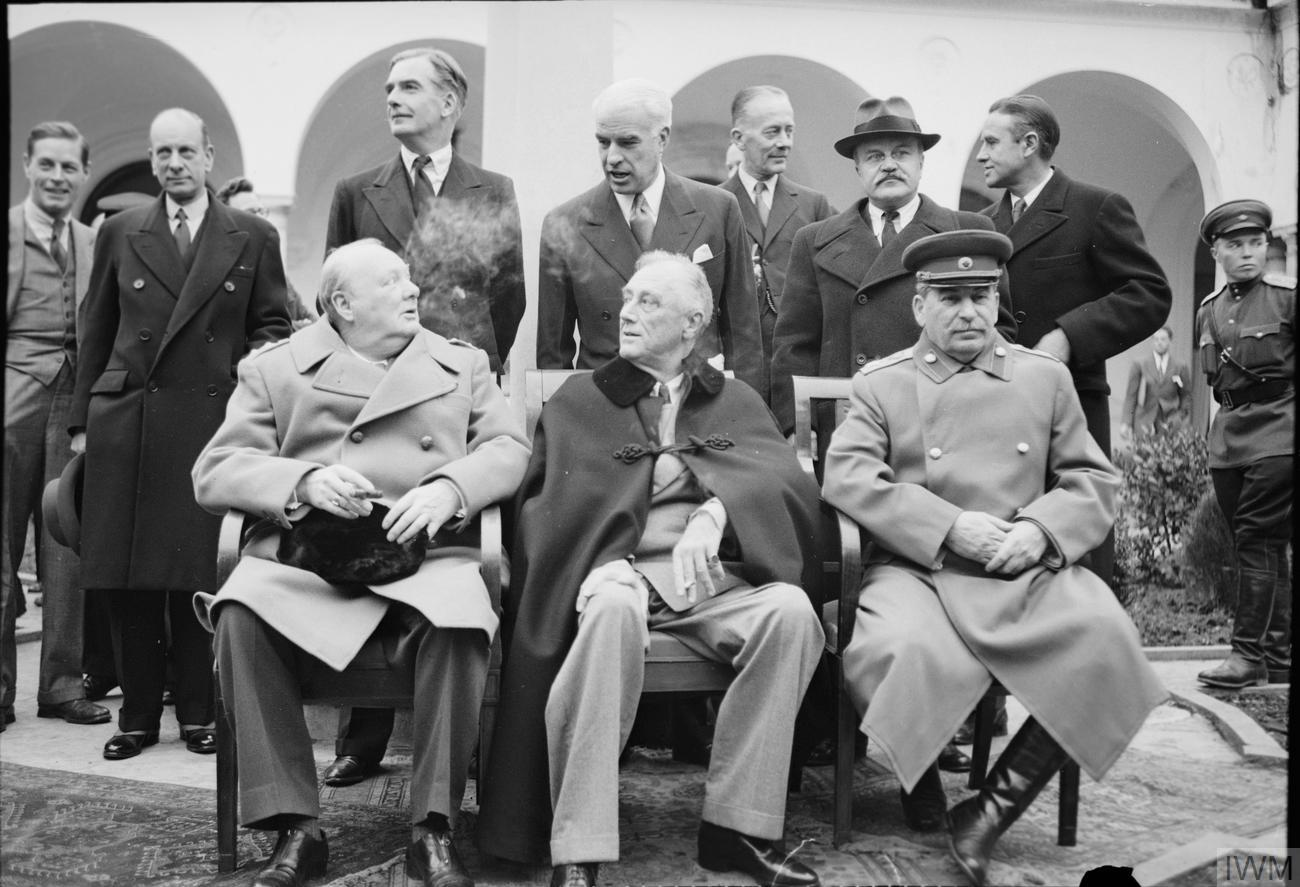
Winston Churchill, Franklin D. Roosevelt et Joseph Staline à la conférence de Yalta en 1945

Les « quatre gendarmes » (Four Policemen en anglais) sont un concept proposé par Franklin D. Roosevelt pour sauvegarder la paix dans le monde après la Seconde Guerre mondiale. Il comprend les quatre principaux Alliés de la Seconde Guerre mondiale (également appelés le « Big Four ») : les États-Unis, le Royaume-Uni, l'Union soviétique et la république de Chine.

## Idée
Soucieux de ne pas reproduire les erreurs de Wilson après la Première Guerre mondiale, Roosevelt souhaite construire un pouvoir hégémonique exercé par les quatre principaux alliés de la Seconde Guerre mondiale que sont les États-Unis, la Grande-Bretagne, l'Union soviétique et la Chine, fondé sur une autorité capable de créer un nouvel ordre mondial.
L'Organisation des Nations unies imaginée par Roosevelt consiste en trois branches : une branche exécutive et une branche du maintien de la paix comprenant le « Big Four », et une assemblée internationale représentant les États membres de l'ONU.
Les quatre gendarmes auraient la charge du maintien de la paix dans leurs sphères d'influence respectives : le Royaume-Uni au sein de son empire et en Europe de l'Ouest ; l'Union soviétique en Europe de l'Est et en Eurasie centrale ; la Chine dans l'Asie-Pacifique, et les États-Unis dans l'Hémisphère occidental. Tous les pays jugés menaçants par les quatre gendarmes auraient été désarmés pour empêcher l'éclatement de nouvelles guerres.

## Réalisation
Ce concept a été réalisé sous la forme des membres permanents du Conseil de sécurité des Nations unies, mais ses pouvoirs ont été significativement diminués comme compromis avec les critiques internationalistes. La France a été ajoutée plus tard au Conseil de sécurité, notamment en raison de l'insistance de Charles de Gaulle.